# R-217 (Rusland)
De R-217 of Kavkaz (Russisch: Р-217 Кавказ) is een regionale weg in Rusland. De weg begint in Pavlovskaja, 127 kilometer ten zuiden van Rostov aan de Don en loopt tot de Azerbeidzjaanse grens bij Magaramkent. Tot 2011 heette de weg M-29. Deze M-29 liep ten tijde van de Sovjet-Unie door tot Bakoe. De weg is 1008 kilometer lang, en voert door de republieken Kabardië-Balkarië, Noord-Ossetië, Tsjetsjenië en Dagestan.
De R-217 begint bij de afslag van de M-4 in Pavlovskaja, ongeveer halverwege Rostov en Krasnodar. De weg voert vrijwel kaarsrecht door de landbouwgebieden van Zuid-Rusland naar Armavir, de eerste grote stad aan de route. De 25 kilometer lange bypass van Armavir is gedeeltelijk als autosnelweg uitgevoerd met 2x2 rijstroken en ongelijkvloerse kruisingen.
Vanaf Nevinnomyssk is een twintigtal kilometer weg als 2x2 rijstroken uitgevoerd. De weg loopt daarna dwars door Pjatigorsk, en buigt af richting het zuiden. Bij Baksan is een rondweg aangelegd met 2 ongelijkvloerse kruisingen. Tussen Baksan en Naltsjik is de weg gedeeltelijk een snelweg met 2x2 rijstroken. Bij Naltsjik is een nieuwe ringweg in aanleg.
Hierna voert de weg door de noordelijke uitlopers van de Kaukasus via Beslan naar Grozny. Bij Grozny loopt de R-217 via een ringweg ten zuiden van de Tsjetsjeense hoofdstad langs. Ook langs Kizyljurt ligt een rondweg, met een ongelijkvloerse kruising.
Na 818 kilometer komt de weg aan in Machatsjkala, een van de grotere steden aan de Kaspische Zee. Tussen Machatsjkala en Kaspijsk ligt een nieuwe snelweg, met 2x2 rijstroken. Bij Magaramkent gaat de weg landinwaarts, de Azerbeidzjaanse grens over.
De R-217 is onderdeel van de E50 en de E119.